# Cryphia paradoxa
Cryphia paradoxa là một loài bướm đêm trong họ Noctuidae.